# Benjamim Mota
Benjamim Mota, também grafado Benjamin Motta (nome completo Benjamim Franklin Silveira da Mota), foi um jornalista e anarquista nascido no Brasil, na cidade de Rio Claro, em São Paulo em 2 de janeiro de 1870, fundador do jornal anticlerical A Lanterna no ano de 1901. Tornou-se advogado praticante (solicitador) e foi muito ativo na defesa dos trabalhadores e militantes da época. Teve como amigos e colaboradores Neno Vasco e Edgard Leuenroth, entre outros libertários do início do século XX. Faleceu em 10 de dezembro de 1940.